# Хорн, Лео
Леопольд Силвайн (Лео) Хорн (нидерл. Leopold "Leo" Sylvain Horn; 29 августа 1916, Ситтард, Лимбург — 16 сентября 1995, Амстелвен, Северная Голландия) — нидерландский футбольный судья и предприниматель. Один из лучших футбольных арбитров Нидерландов. Обслуживал международные встречи, игры национального чемпионата и кубка страны. На его счету 1500 матчей в первенстве Нидерландов и 133 игры на международном уровне, 41 из которых — матчи сборных.
Он был первым арбитром, который дважды обслуживал финалы Кубка европейских чемпионов — в 1957 и 1962 годах. Кроме этого, дважды судил финалы Кубка Либертадорес — 1962 и 1964 годах. В 1962 году был одним из судей на Чемпионате мира.
За время судейской карьеры Хорн открыл сеть магазинов по продаже текстиля, которая со временем превратилась в настоящую бизнес-империю. В 1992 он продал свою компанию, а спустя два года она была признана банкротом.
Умер в сентябре 1995 года в больнице после перенесённого инсульта.

## Ранние годы и юность
Леопольд Силвайн Хорн появился на свет 29 августа 1916 года в Ситтарде в семье евреев. Он был третьим из четырёх детей Лео Хорна и его жены Паулы Левей. Отец работал торговцем крупного рогатого скота. Своё детство Хорн провёл в Ситтарде — из-за отсутствия в городе еврейской школы он был отдан в римско-католический детский сад, а затем учился в общественной начальной школе. Вместе с отцом и братьями он по пятницам посещал синагогу.
В возрасте шести лет Лео стал игроком футбольного клуба «Ситтард», который играл на одном из пастбищ его отца. В 1928 году семья Хорна переехала в Амстердам, так как его мать считала, что переезд в большой город благоприятно скажется на будущем её детей, но глава семейства остался в Ситтарде. Они поселились в квартире в районе Ватерграфсмера, после чего Лео стал посещать местную начальную школу, а затем поступил в высшую гражданскую школу.
В Амстердаме Хорн стал играть в местной команде «Вилхелмина Ворёйт», но из-за травмы колена был вынужден закончить с футболом в возрасте семнадцати лет. В 1931 году он получил диплом и стал работать младшим сотрудником в еврейской текстильной компании «Lehmann & Co».

## Карьера судьи

### Национальный уровень
В 1933 году Хорн стал судить матчи Амстердамского футбольного союза, а через пять лет начал обслуживать матчи низших лиг Нидерландов. В сентябре 1938 года он стал членом Королевского футбольного союза Нидерландов.
Его судейская карьера была прервана из-за Второй мировой войны и оккупации Нидерландов, но после её окончания Хорн возобновил карьеру. В 1948 году он обслужил свой первый матч в чемпионате страны между командами «Гой» — ДОС, а через два года попал в международный список арбитров.
В июне 1961 года рефери впервые работал на финальном матче Кубка Нидерландов, в котором «Аякс» обыграл НАК со счётом 3:0. Через два года он вновь получил назначение на финальную игру кубка. В январе 1965 года Лео был отстранён от судейства на пять месяцев из-за инцидента в Эммелорде, когда он избил одного человека во время охоты. В марте с него были сняты ограничения и он смог продолжить судить матчи.

### Международный уровень
Первым его международным матчем стала товарищеская игра между сборными Бельгии и Люксембурга, которая состоялась 26 ноября 1951 года в городе Брюгге. В ноябре 1952 года Хорн был назначен судьёй на товарищескую встречу Англия — Бельгия. Новость о своём назначении Лео узнал по радио. Через год, 8 ноября 1953 года, Лео обслужил квалификационный матч к Чемпионату мира между Сааром и Норвегией, который стал для него первым официальным матчем.
В конце ноября 1953 года он отправился в Англию судить товарищеский матч родоначальников футбола против венгерской сборной, которая на тот момент была одной из сильнейших в Европе. В той встрече его помощниками были линейные арбитры Ян Бронкхорст и Клас Схиппер. Хозяева поля уступили гостям со счётом 3:6, впервые проиграв на стадионе «Уэмбли», а сам матч в британской прессе стал именоваться как «Матч века». После возвращения домой Лео провёл лекцию о событиях того матча и заявил, что за неделю до игры начал усердно тренироваться и сбросил около 7 кг. Он мало рассказал о матче, но назвал Ференца Пушкаша лучшим футболистом в мире.
В начале января 1954 года Хорн был назначен судьёй на квалификационный матч Италия — Египет. В том году он судил в основном международные товарищеские игры. В мае Лео получил приглашение от министра спорта Венгрии посетить в качестве гостя Будапешт во время матча реванша между сборными Венгрии и Англии, но ему было не суждено посетить матч. В день игры 23 мая он работал на товарищеском матче Швейцария — Уругвай, состоявшемся на стадионе «Олимпик де ля Понтез» в Лозанне. Матч завершился боевой ничьей — 3:3, хотя уругвайцы заканчивали матч вдесятером. После игры Хорн раскритиковал сборную Уругвая:

«Это было худшее, что я когда-либо испытывал. Несколько таких матчей и я закончу судить. То что южноамериканцы устроили комедию, это было ужасно. Они чемпионы мира и играют в хороший футбол, но они не так хороши как венгры, чехи и югославы. После удаления Мигеса на меня ополчились уругвайцы и начали спорить с моим решением, но я не понимал их языка. После этого на поле появились делегаты сборной Уругвая и… поразительно шикарно одетый господин, который оказался из консульства Уругвая. После общения с этим господином я осмотрелся вокруг, но Мигес по прежнему находился рядом. В итоге он покинул поле в слезах, этот парень вмиг превратился из бандита в хныкающего мальчика».

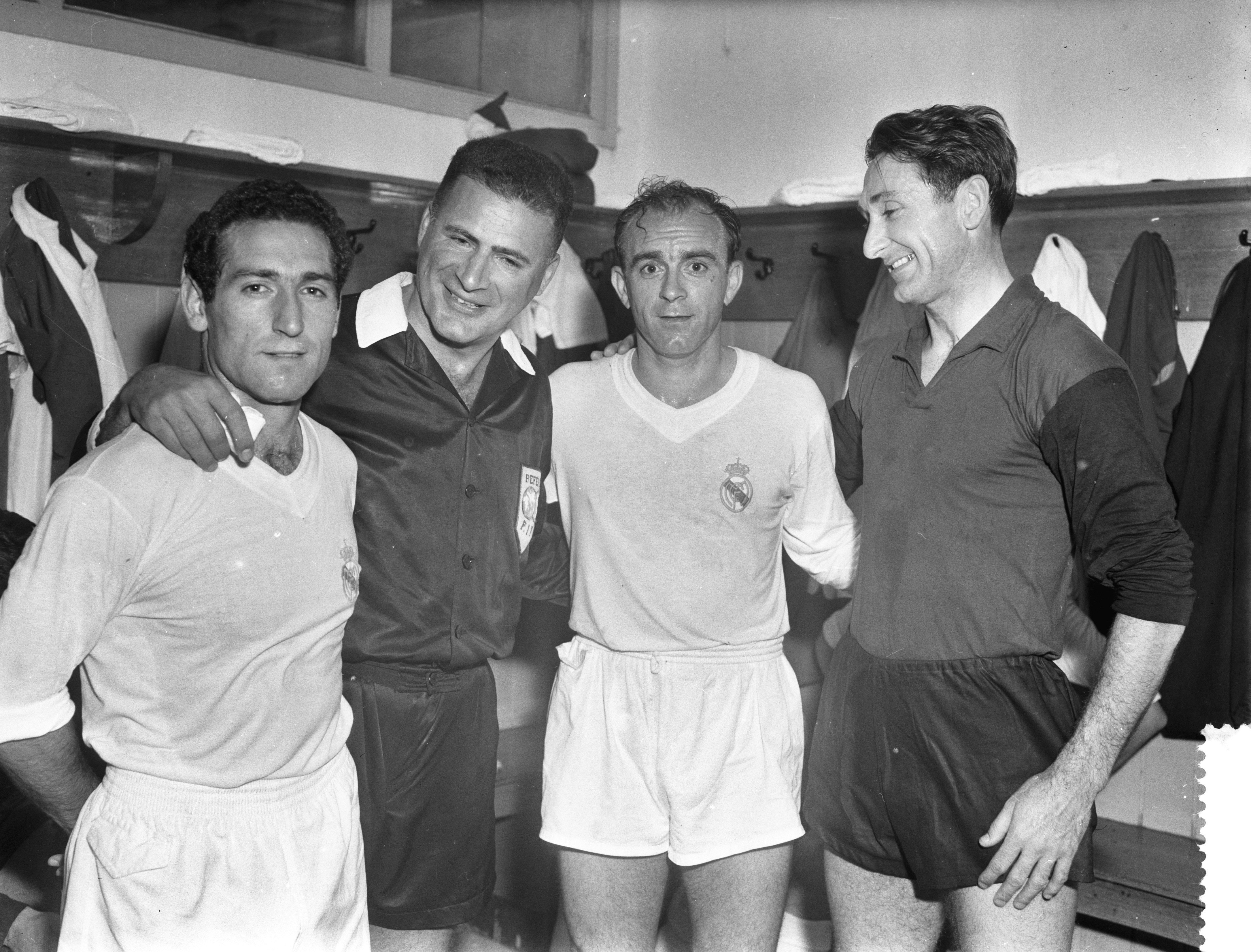
Хенто, Хорн, Ди Стефано и Вилкес, 30 июня 1959

Кроме матчей сборных, Лео судил и на клубном международном уровне. 30 мая 1957 года он судил финал Кубка европейских чемпионов, в котором встретился испанский «Реал Мадрид» и итальянская «Фиорентина». Испанцы были явными фаворитами и не только потому, что играли на родном стадионе, однако у них возникли проблемы с атакующей частью. На 63-й минуте Хорн назначил спорный пенальти в ворота «Фиорентины», который успешно реализовал Альфредо Ди Стефано, а спустя 12 минут Франсиско Хенто забил победный гол.
Итальянская сторона осталась недовольна судейством, кроме этого, они был возмущены чествованием главного судьи после матча. Во время праздничного банкета руководство «Реала» подарило Лео Хорну золотые часы и зажим для галстука с бриллиантами и логотипом клуба.
В марте 1962 года Лео был включён судейским комитетом ФИФА в список арбитров на Чемпионат мира в Чили. В конце мая он отправился на «мундиаль» и уже 31 числа отработал на матче группового турнира между венграми и англичанами. Вторым для него матчем на чемпионате стала игра ФРГ — Швейцария, завершившаяся победой немцев.

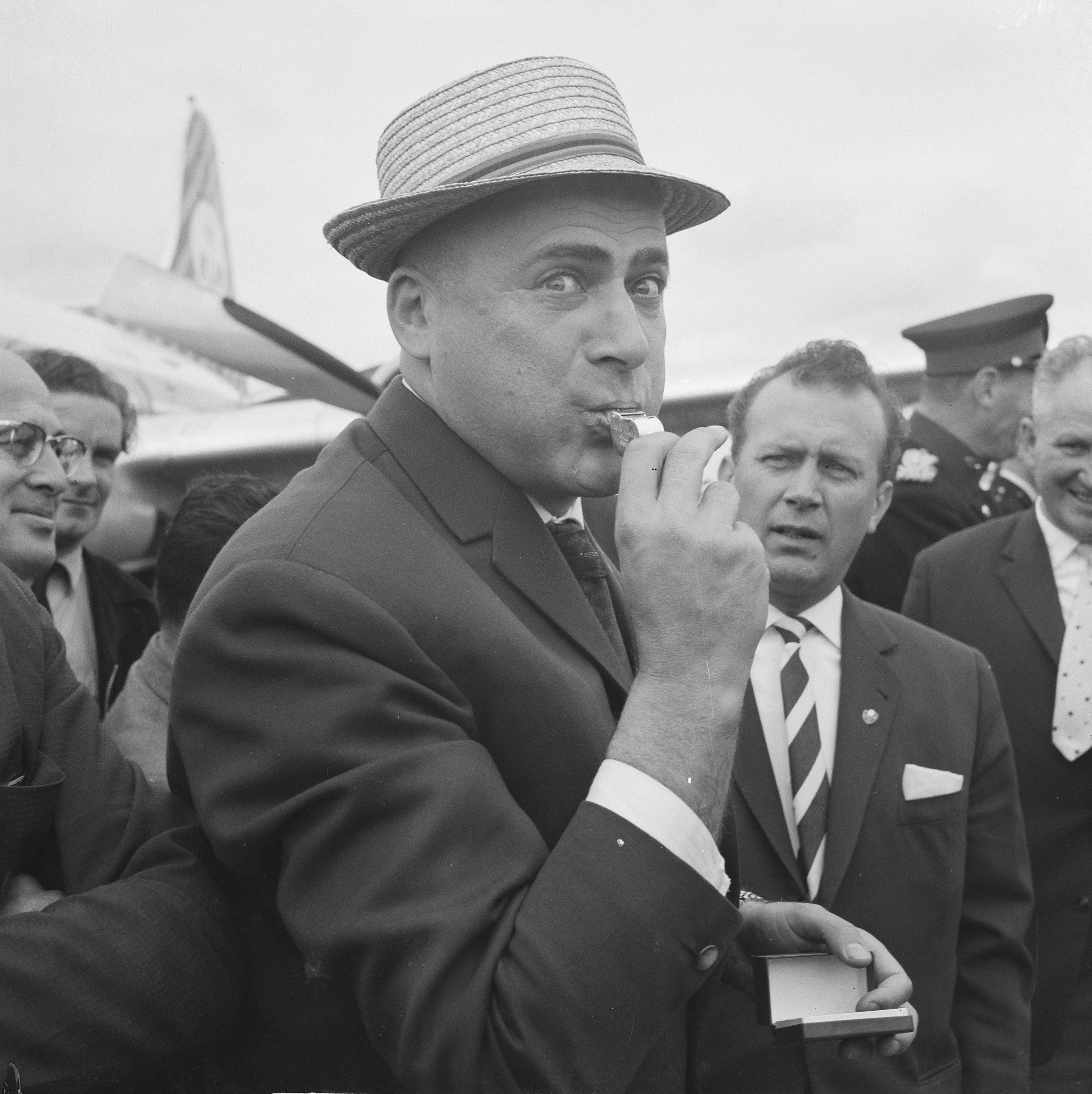
Лео после возвращения из Чили

Вскоре Хорну было предложено заменить на матче ФРГ — Чили аргентинского линейного арбитра Луиса Антонио, поскольку предыдущий матч чилийцев на этом турнире с итальянцами закончился скандалом из-за многочисленных споров, стычек и драк. После окончания группового этапа ему было доверено судить четвертьфинал Чили — СССР. Его помощниками были определены чех Карол Галба и бразилец Жуан Этзел Фильо. Финальную игру чемпионата судил советский арбитр Николай Латышев, а его ассистентами стали Хорн и Дэвидсон.
После турнира президент ФИФА Стэнли Роуз вручил Хорну серебряный свисток. По мнению критиков, представитель Нидерландов был лучшим судьёй на том чемпионате, помимо этого он в открытую заявлял, что организаторы турнира предоставили судьям плохие условия для проживания.
В том же году Хорн судил сразу два финальных матча крупных соревнований — Кубка европейских чемпионов и Кубка Либертадорес. В апреле он получил назначение на финальный матч «Реал Мадрид» — «Бенфика», который должен был состояться 2 мая на Олимпийском стадионе в Амстердаме. В той встрече португальцы одержали феерическую волевую победу над «Реалом», выиграв со счётом 5:3. В одном из эпизодов судья не назначил пенальти в ворота «Бенфики» за нарушение против Ди Стефано, однако некоторые нидерландские печатные издания по-разному оценили данный эпизод. После матча Лео поделился мнением об игре:

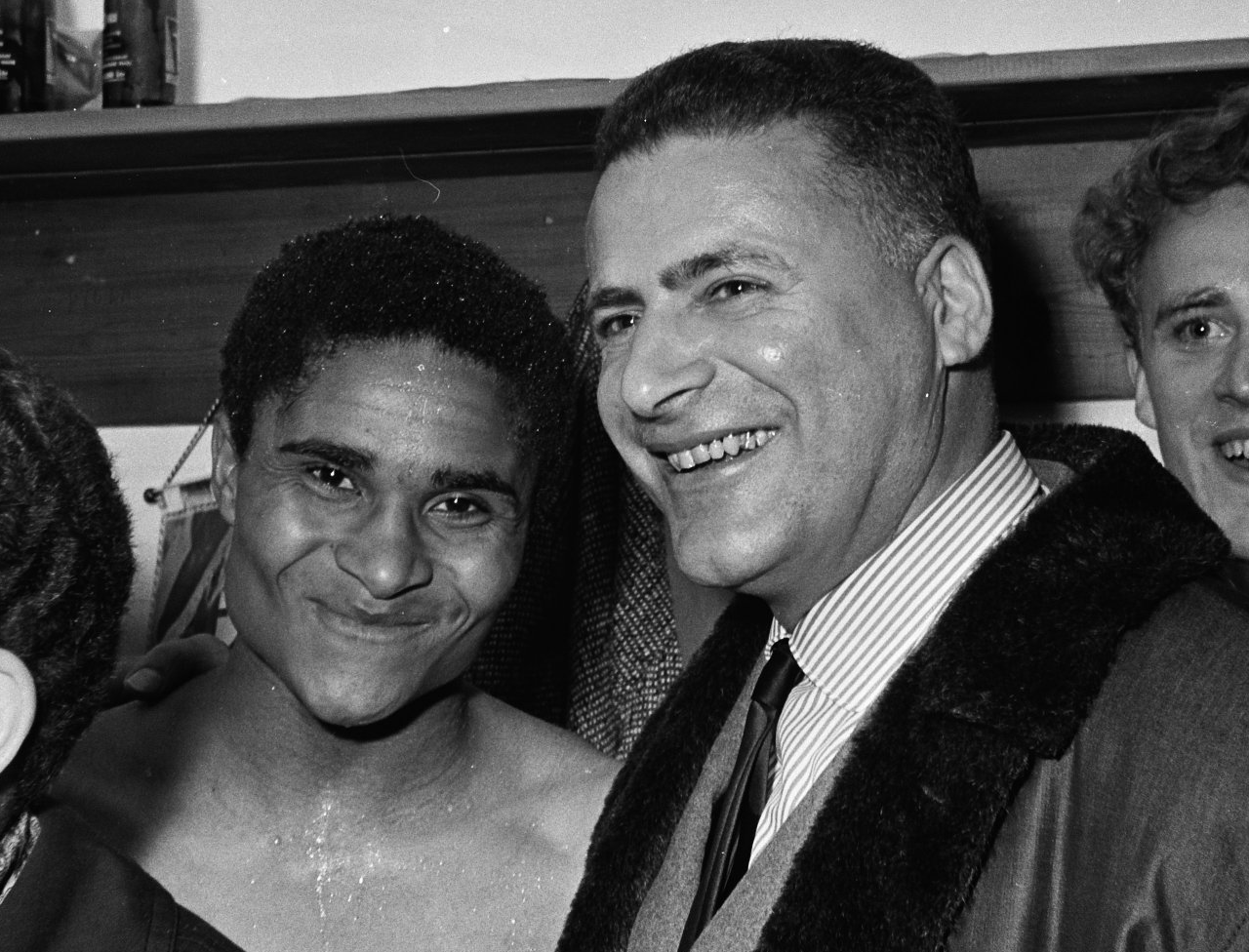
Эйсебио и Лео Хорн, 10 апреля 1963

«Знаете что я больше всего считаю трагическим моментом матча? Когда Ди Стефано при счёте 4:3 оказался перед португальским голкипером. У него был великолепный шанс сравнять счёт, но он пробил прямо во вратаря. В тот момент он ограбил сам себя и десять своих товарищей по команде.
Вдруг я вижу впереди, как он [Ди Стефано] сталкивается с тремя португальцами. Я думаю, если бы они сбили его с ног, то я бы назначил штрафной. Но они ничего не сделали. После этого со всех сторон на меня набросились испанцы. В сорока метрах стоял Пушкаш, но он всё равно ко мне прибежал и начал кричать на немецком. Они могли разорвать меня, но я не стал давать пенальти».

В августе Хорну было предложено судить третий финальный матч Кубка Либертадорес между уругвайским «Пеньяролем» и бразильским «Сантосом». В первом финальном матче 28 июля на «Сентенарио» «Сантос» одержал волевую победу со счётом 2:1, а в ответной игре 2 августа на стадионе «Вила Белмиро» волевую победу праздновали уже представители Уругвая. Первоначально третий решающий матч должен был состояться 17 августа на стадионе «Монументаль» в городе Буэнос-Айресе, но был перенесён на 30 августа. Бразильцы одержали уверенную победу благодаря автоголу уругвайского защитника Каэтано и дублю Пеле. Спустя несколько дней в интервью Лео поделился впечатлениями от того матча:

«Я даже не говорю об огромной разнице в технике, но темпы… Там в Буэнос-Айресе не было игрока, который играл центральную роль — вы когда-нибудь видели двадцать человек в движении? Для такой игры нужен вертолет, а для матча нашего чемпионата сойдёт и инвалидная коляска. А как же зрители! Здесь в Роттердаме [во время матча „Фейеноорд“ — „Аякс“] 60 тысячная публика ведёт себя почти также лениво как футболисты. Там 120 тысяч и не было такого момента чтобы они замолчали. Это было настоящее южноамериканское шоу…».

В мае 1963 года он получил приглашение судить товарищеский турнир «Кубок Наций», который был ознаменован пятидесятой годовщиной основания Бразильской конфедерацией футбола. Турнир проходил в конце мая и начале июня в Рио-де-Жанейро и Сан-Паулу, а его участниками стали сборные Аргентины, Бразилии, Португалии и Англии. Он отработал на двух встречах сборной Аргентины против команд Португалии и Англии. После игр у Лео оставалось время и на экскурсии — он получил приглашение от клуба «Сантос» посетить город и даже смог побывать на вилле Пеле. Через месяц он вернулся в Южную Америку обслужить первый финальный матч Кубка Либертадореса между уругвайским «Насьоналем» и аргентинским «Индепендьенте». Матч 6 августа на «Сентенарио» завершился безголевой ничьей. Уругвайская сторона раскритиковала главного арбитра встречи за то, что он не засчитал два забитых гола «Насьоналя».

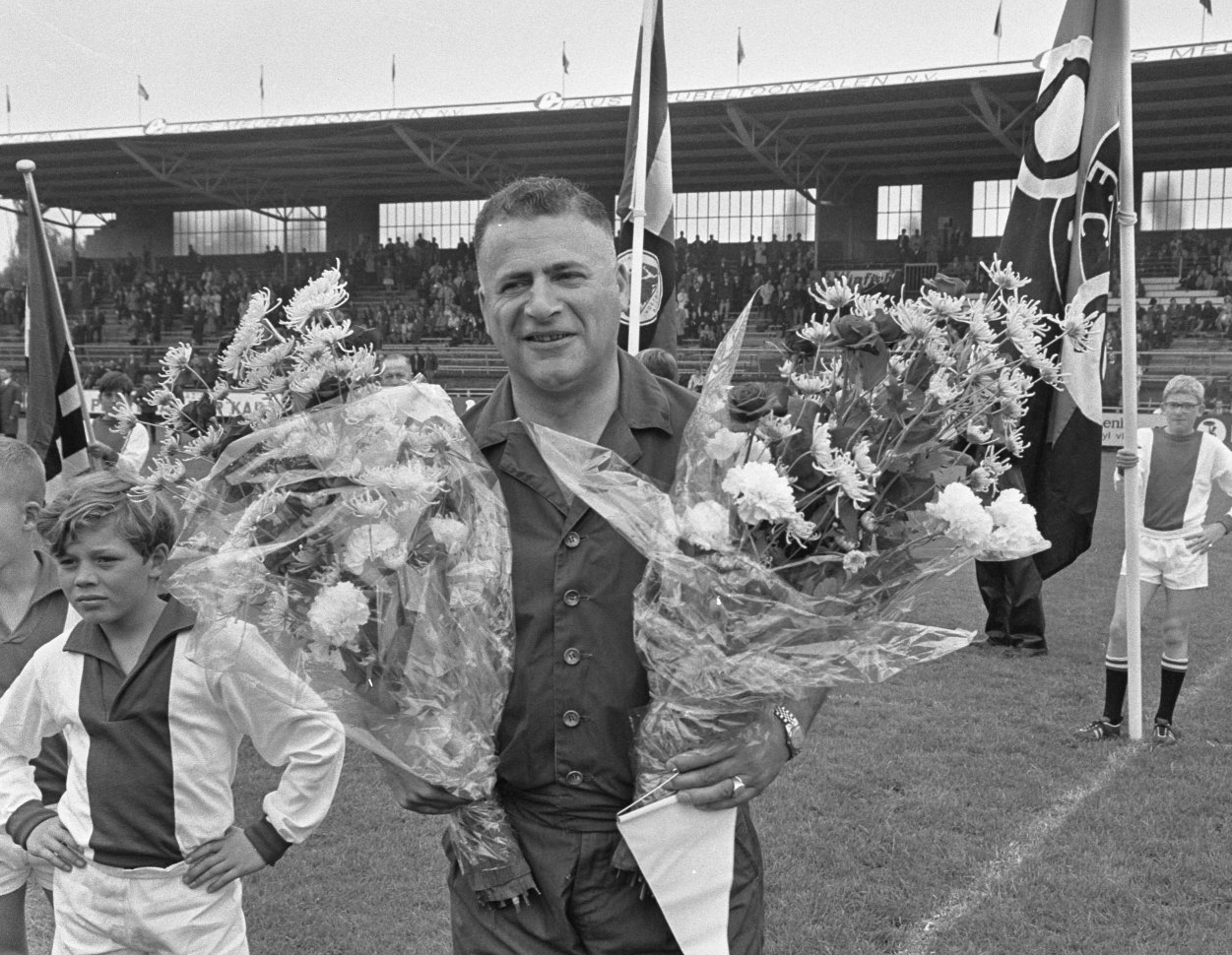
Лео в своём прощальном матче, 7 августа 1966

В общей сложности в период с 1951 по 1965 год он обслужил 41 встречу национальных команд — 27 из которых были товарищескими встречами. По этому показателю он занимает первое место среди арбитров из Нидерландов. Последний матч между сборными он судил 31 октября 1965 года, когда португальцы встречались с чехословаками в рамках отборочного турнира к Чемпионату мира.
В феврале 1966 года Хорн работал на матче Кубка ярмарок между английским «Лидс Юнайтед» и испанской «Валенсией». Во время этой встречи арбитр удалил троих футболистов. Хорн был вынужден остановить игру и отправить обе команды в раздевалку, но через пятнадцать минут он возобновил матч, который в итоге завершился вничью 1:1. Ряд британских изданий с критикой обрушились на судью встречи, заявив, что ему нужно было с самого начала твёрже реагировать на нарушения правил. В свою очередь, Хорн заявил, что игроки «Лидса» бились так только из-за призовых денег. Президент «Лидса» также обвинил судью в произошедшем.
Через два недели судейский комитет ФИФА объявил список арбитров на Чемпионат мира в Англии, но среди них не оказалось Хорна, что не стало для него неожиданностью. Лео опубликовал открытое письмо президенту ФИФА Роузу, где высказал своё возмущение тем, что его не пригласили судить на Чемпионат мира, который должен был стать кульминацией его карьеры. В мае он был назначен судить второй финальный матч Кубка Интертото. В июне Хорн официально извинился за своё открытое письмо президенту ФИФА. Через месяц он завершил свою судейскую карьеру в возрасте 49 лет. Последним для Хорна матчем стала товарищеская встреча «Аякса» и болгарского клуба ЦСКА, состоявшаяся 7 августа 1966 года.

#### Матчи национальных сборных
Условные обозначения:
- ТМ — товарищеский матч
- ОЧМ — отборочный турнир к чемпионату мира
- ЧМ — чемпионат мира
- ДЧВ — Домашний чемпионат Великобритании
- КЦЕ — Кубок Центральной Европы
- ТКН — Турнир Кубок Наций

| Матчи Лео Хорна в качестве главного судьи | Матчи Лео Хорна в качестве главного судьи | Матчи Лео Хорна в качестве главного судьи | Матчи Лео Хорна в качестве главного судьи | Матчи Лео Хорна в качестве главного судьи | Матчи Лео Хорна в качестве главного судьи | Матчи Лео Хорна в качестве главного судьи |
| ----------------------------------------- | ----------------------------------------- | ----------------------------------------- | ----------------------------------------- | ----------------------------------------- | ----------------------------------------- | ----------------------------------------- |
| №                                         | Дата                                      | Место проведения                          | Команда 1                                 | Команда 2                                 | Счёт                                      | Соревнование                              |
| 1                                         | 25 ноября 1951                            | Брюгге                                    | Бельгия Б                                 | Швейцария                                 | 2:0                                       | ТМ                                        |
| 2                                         | 26 ноября 1952                            | Уэмбли, Лондон                            | Англия                                    | Бельгия                                   | 5:0                                       | ТМ                                        |
| 3                                         | 8 ноября 1953                             | Людвигспаркштадион, Саарбрюкен            | Саар                                      | Норвегия                                  | 0:0                                       | ОЧМ 1954                                  |
| 4                                         | 25 ноября 1953                            | Уэмбли, Лондон                            | Англия                                    | Венгрия                                   | 3:6                                       | ТМ                                        |
| 5                                         | 24 января 1954                            | Сан-Сиро, Милан                           | Италия                                    | Египет                                    | 5:1                                       | ОЧМ 1954                                  |
| 6                                         | 23 мая 1954                               | Олимпик де ля Понтез, Лозанна             | Швейцария                                 | Уругвай                                   | 3:3                                       | ТМ                                        |
| 7                                         | 22 сентября 1954                          | Ниниан Парк, Кардифф                      | Уэльс                                     | Югославия                                 | 1:3                                       | ТМ                                        |
| 8                                         | 3 октября 1954                            | Пратерштадион, Вена                       | Австрия                                   | Югославия                                 | 2:2                                       | ТМ                                        |
| 9                                         | 10 октября 1954                           | Непштадион, Будапешт                      | Венгрия                                   | Швейцария                                 | 3:0                                       | ТМ                                        |
| 10                                        | 31 октября 1954                           | Росунда, Сольна                           | Швеция                                    | Австрия                                   | 2:1                                       | ТМ                                        |
| 11                                        | 8 декабря 1954                            | Хэмпден Парк, Глазго                      | Шотландия                                 | Венгрия                                   | 2:4                                       | ТМ                                        |
| 12                                        | 9 октября 1955                            | Людвигспаркштадион, Саарбрюкен            | Саар                                      | Франция                                   | 7:5                                       | ТМ                                        |
| 13                                        | 20 ноября 1955                            | Вельтьюгенд, Берлин                       | ГДР                                       | Болгария                                  | 1:0                                       | ТМ                                        |
| 14                                        | 25 апреля 1956                            | Сан-Сиро, Милан                           | Италия                                    | Бразилия                                  | 3:0                                       | ТМ                                        |
| 15                                        | 1 мая 1956                                | Людвигспаркштадион, Саарбрюкен            | Саар                                      | Швейцария                                 | 1:1                                       | ТМ                                        |
| 16                                        | 16 мая 1956                               | Росунда, Сольна                           | Швеция                                    | Англия                                    | 0:0                                       | ТМ                                        |
| 17                                        | 3 июня 1956                               | дю Хёйсел, Брюссель                       | Бельгия                                   | Венгрия                                   | 5:4                                       | ТМ                                        |
| 18                                        | 11 ноября 1956                            | Ванкдорф, Берн                            | Швейцария                                 | Италия                                    | 1:1                                       | КЦЕ                                       |
| 19                                        | 6 октября 1957                            | Непштадион, Будапешт                      | Венгрия                                   | Франция                                   | 2:0                                       | ТМ                                        |
| 20                                        | 8 октября 1957                            | Национальный, Рамат-Ган                   | Израиль                                   | Франция Б                                 | 4:5                                       | ТМ                                        |
| 21                                        | 21 мая 1959                               | Уллеви, Гётеборг                          | Швеция                                    | Португалия                                | 2:0                                       | ТМ                                        |
| 22                                        | 29 ноября 1959                            | Национальный, Рамат-Ган                   | Израиль                                   | Польша                                    | 1:1                                       | ТМ                                        |
| 23                                        | 6 апреля 1960                             | Санкт-Якоб Парк, Брюссель                 | Швейцария                                 | Чили                                      | 4:2                                       | ТМ                                        |
| 24                                        | 3 июля 1960                               | Идрэтспаркен, Копенгаген                  | Дания                                     | Греция                                    | 7:2                                       | ТМ                                        |
| 25                                        | 26 октября 1960                           | Уиндзор Парк, Белфаст                     | Северная Ирландия                         | ФРГ                                       | 3:4                                       | ОЧМ 1962                                  |
| 26                                        | 18 мая 1961                               | Сантьяго Бернабеу, Мадрид                 | Испания                                   | Уэльс                                     | 1:1                                       | ОЧМ 1962                                  |
| 27                                        | 11 апреля 1962                            | Фолькспаркстадион, Гамбург                | ФРГ                                       | Уругвай                                   | 3:0                                       | ТМ                                        |
| 28                                        | 14 апреля 1962                            | Хэмпден Парк, Глазго                      | Шотландия                                 | Англия                                    | 2:0                                       | ДЧВ                                       |
| 29                                        | 31 мая 1962                               | Браден Коппер Ко, Ранкагуа                | Англия                                    | Венгрия                                   | 1:2                                       | ЧМ 1962                                   |
| 30                                        | 3 июня 1962                               | Эстадио Насьональ, Сантьяго               | ФРГ                                       | Швейцария                                 | 2:1                                       | ЧМ 1962                                   |
| 31                                        | 10 июня 1962                              | Карлос Диттборн, Арика                    | Чили                                      | СССР                                      | 2:1                                       | ЧМ 1962                                   |
| 32                                        | 6 апреля 1963                             | Уэмбли, Лондон                            | Англия                                    | Шотландия                                 | 1:2                                       | ДЧВ                                       |
| 33                                        | 24 апреля 1963                            | дю Хёйсел, Брюссель                       | Бельгия                                   | Бразилия                                  | 5:1                                       | ТМ                                        |
| 34                                        | 8 мая 1963                                | Уэмбли, Лондон                            | Англия                                    | Бразилия                                  | 1:1                                       | ТМ                                        |
| 35                                        | 19 мая 1963                               | Национальный, Рамат-Ган                   | Израиль                                   | Бразилия                                  | 0:5                                       | ТМ                                        |
| 36                                        | 3 ноября 1963                             | Росунда, Сольна                           | Швеция                                    | ФРГ                                       | 2:1                                       | ТМ                                        |
| 37                                        | 11 апреля 1964                            | Хэмпден Парк, Глазго                      | Шотландия                                 | Англия                                    | 1:0                                       | ДЧВ                                       |
| 38                                        | 3 мая 1964                                | дю Хёйсел, Брюссель                       | Бельгия                                   | Португалия                                | 1:2                                       | ТМ                                        |
| 39                                        | 31 мая 1964                               | Маракана, Рио-де-Жанейро                  | Аргентина                                 | Португалия                                | 2:0                                       | ТКН                                       |
| 40                                        | 6 июня 1964                               | Маракана, Рио-де-Жанейро                  | Аргентина                                 | Англия                                    | 1:0                                       | ТКН                                       |
| 41                                        | 31 октября 1965                           | Эштадиу даш Анташ, Порту                  | Португалия                                | Чехословакия                              | 0:0                                       | ОЧМ 1966                                  |

## Работа и период оккупации Нидерландов
Благодаря своему отношению к работе Лео со временем получил должность представителя компании «Lehmann & Co», но с наступлением войны и последующей оккупацией Нидерландов его карьере пришёл конец. В 1941 году администрация компании уволила ряд сотрудников, в том числе и Хорна, однако с помощью своих нескольких коллег он открыл собственное текстильное предприятие, которое было зарегистрировано под названием «Mansvelt».
В период оккупации его родственники ушли в подполье. В отличие от других евреев, Лео не носил на рукаве обязательную повязку со звездой Давида, и кроме этого, часто использовал вымышленные имена. Под именем доктор ван Донген он передвигался по Амстердаму на велосипеде со знаком кадуции. В 1943 году Хорн присоединился к так называемой диверсионной группе Южного Амстердама, став членом движения сопротивления. Используя имя ир. Варинг, он помогал искать места для тайников, а также принимал непосредственное участие в нескольких рискованных операциях, таких как налёт на склад боеприпасов, который располагался в здании транспортной компании.
Хорну удалось остаться живым, так же, как и его родителям, избежавшим массового уничтожения евреев. Его старшая сестра София была депортирована в концлагерь, но осталась жива, однако вернулась домой с физическими и психологическими отклонениями. Старший брат Эдгар, как и Лео, был активным членом движения сопротивления, но после ареста был убит в апреле 1943 года в Собиборе, а младший брат Джордж пережил войну в подполье. Из-за своей нелегальной деятельности Хорн с мая 1945 по январь 1946 года находился в специальном лагере в Амстердаме.
В начале 1946 года Лео продолжил заниматься своим текстильным бизнесом. В 1948 году его офис находился в центральной части города на улице Кейзерсграхт (дом 243—245). Первоначально он занимался обменом своей продукции, но со временем у него появился более квалифицированный партнёр и торговля пошла вверх. В 1953 году он стал работать самостоятельно. Оптовая торговля шерсти, шёлка и других материалов позволила Хорну открыть множество филиалов своего предприятия N.V. Leo Horn на территории всей страны. На протяжении нескольких десятилетий его бизнес процветал, но в конечном итоге у Хорна возникли проблемы с деньгами и он был вынужден продать свою компанию. В сентябре 1994 года его бывшая фирмы была признана банкротом.

## Личная жизнь и последние годы
Хорн официально был женат дважды. В первые месяцы после оккупации страны он женился на Катарине Алтьен Букбиндер, дочери из богатой еврейской семьи. Она приходилась сестрой жены его брата. Их брак был зарегистрирован 30 октября 1940 года в Амстердаме, но вскоре после окончания войны они развелись в октябре 1945 года.
В апреле 1949 года Лео женился на Антонетте Элизабет (Нетти) Отт, которая родилась в 1922 году. Она была ранее замужем и имела сына. Лео познакомился с ней в футбольном клубе АФК, куда он часто приезжал. В этом браке они прожили тридцать лет и в итоге развелись, так и не заведя детей. Однако у Хорна всё же была внебрачная дочь по имени Алиса, мать которой работала в его компании.

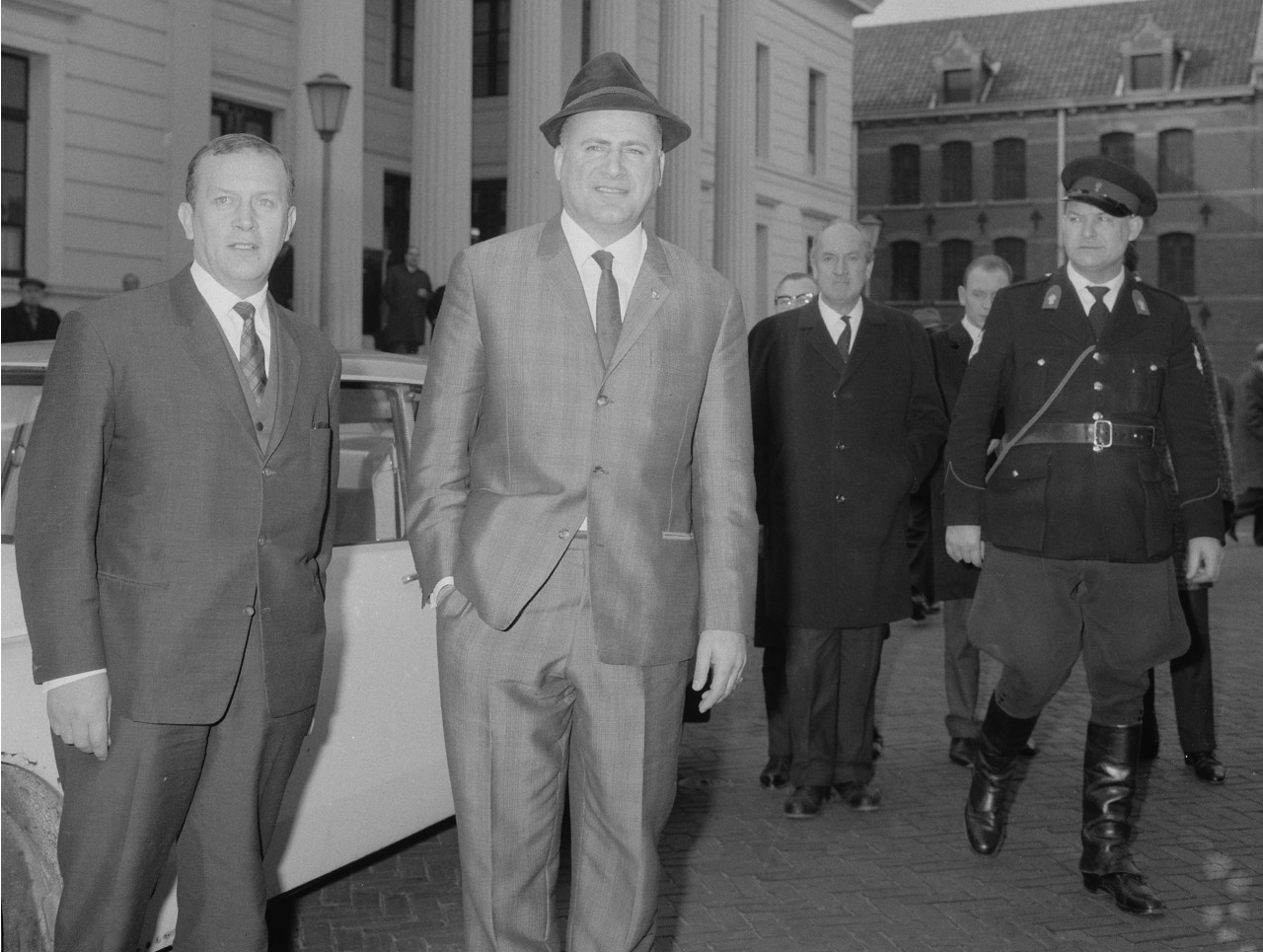
Хорн после суда, 18 февраля 1965

Одним из увлечений Хорна была охота. В мае 1963 года он попал в неприятную историю, когда из своего охотничьего ружья застрелил кошку в городе Эммелорд в конце апреля, где снимал дом во время охоты. Позже полиции он объяснил, что думал, это дикая кошка. Хозяин кошки, который был рабочим на ферме, всё же обратился в полицию с жалобой и вскоре об этом инциденте стало известно всем газетам страны. В конце месяца через газету «Het Vrĳe Volk» Лео опубликовал своё заявление, после чего ажиотаж на данную тему быстро иссяк.
В декабре 1964 года Лео вновь попал на страницы газет. Во время охоты на кроликов поблизости от линии огня оказались двое рабочих, один из которых назвал Хорна убийцей кошек (нидерл. Kattenmepper), после чего Лео нанёс ему сильный удар. Пострадавшим оказался 44-летний Й. ван дер Мёлен, которому потребовалась после этого медицинская помощь. Полиция начала расследование в отношении Хорна. В конце декабря Лео принёс извинения ван дер Мёлену, но он их не принял.
В феврале 1965 года суд признал его виновным и назначил ему штраф в размере 80 гульденов.
В 1975 году Лео переехал из Амстердама в Хофддорп. После продажи своего бизнеса он переехал в Кулемборг и в том же 1991 году во время охоты перенёс первый инсульт, после которого он смог прийти в себя. Через четыре года Лео вновь попал в больницу, но на этот раз он не смог выжить после инсульта.
Хорн скончался 16 сентября 1995 года в больнице города Амстелвена. Похоронен на либерально-еврейском кладбище Ган Хашалом в Хофддорпе.